# Campbell-Railton Blue Bird
El Campbell-Railton Blue Bird automóvil de récords de velocidad, el último utilizado por Sir Malcolm Campbell.
Su vehículo anterior, el Campbell-Napier-Railton Blue Bird de 1931, se remodeló significativamente. Se mantuvo el diseño global y la disposición del chasis sobre dos railes gemelos, pero poco más. La carrocería quedó con un aspecto similar, con un cuerpo estrecho, la toma del radiador alargada y las ruedas semicarenadas, pero la mecánica era completamente nueva. Más significativamente, se instaló un novedoso motor Rolls-Royce R V12 sobrealimentado, más grande, más pesado y considerablemente más potente, reemplazando al viejo Napier Lion. Esto requirió añadir dos abultamientos  en la parte superior de la carrocería, para cubrir los árboles de levas del motor.

## 1933
La primera carrera del Blue Bird significó el retorno del coche a Daytona, estableciendo un nuevo récord mundial de velocidad, con una marca  de 272 millas por hora (438 km/h) registrada el 22 de febrero de 1933.
Campbell dispuso entonces de un coche con toda la potencia que necesitaba, aunque no podía de ninguna manera utilizarla al 100 %.  El agarre de las ruedas era un serio problema, haciéndole perder al Blue Bird posiblemente unas 50 millas por hora (80 km/h) respecto a su máxima velocidad teórica.

## 1935

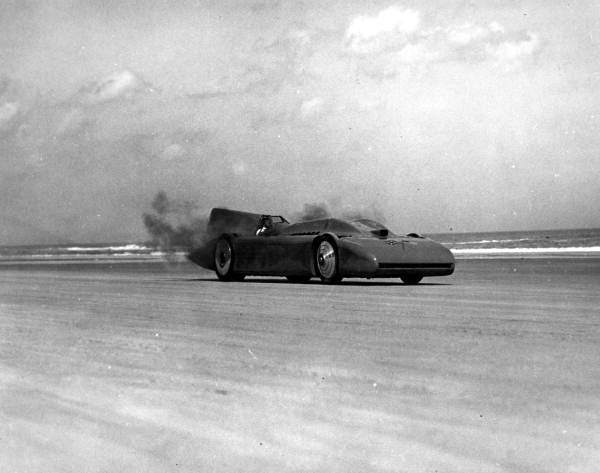
En Daytona Beach (1935)

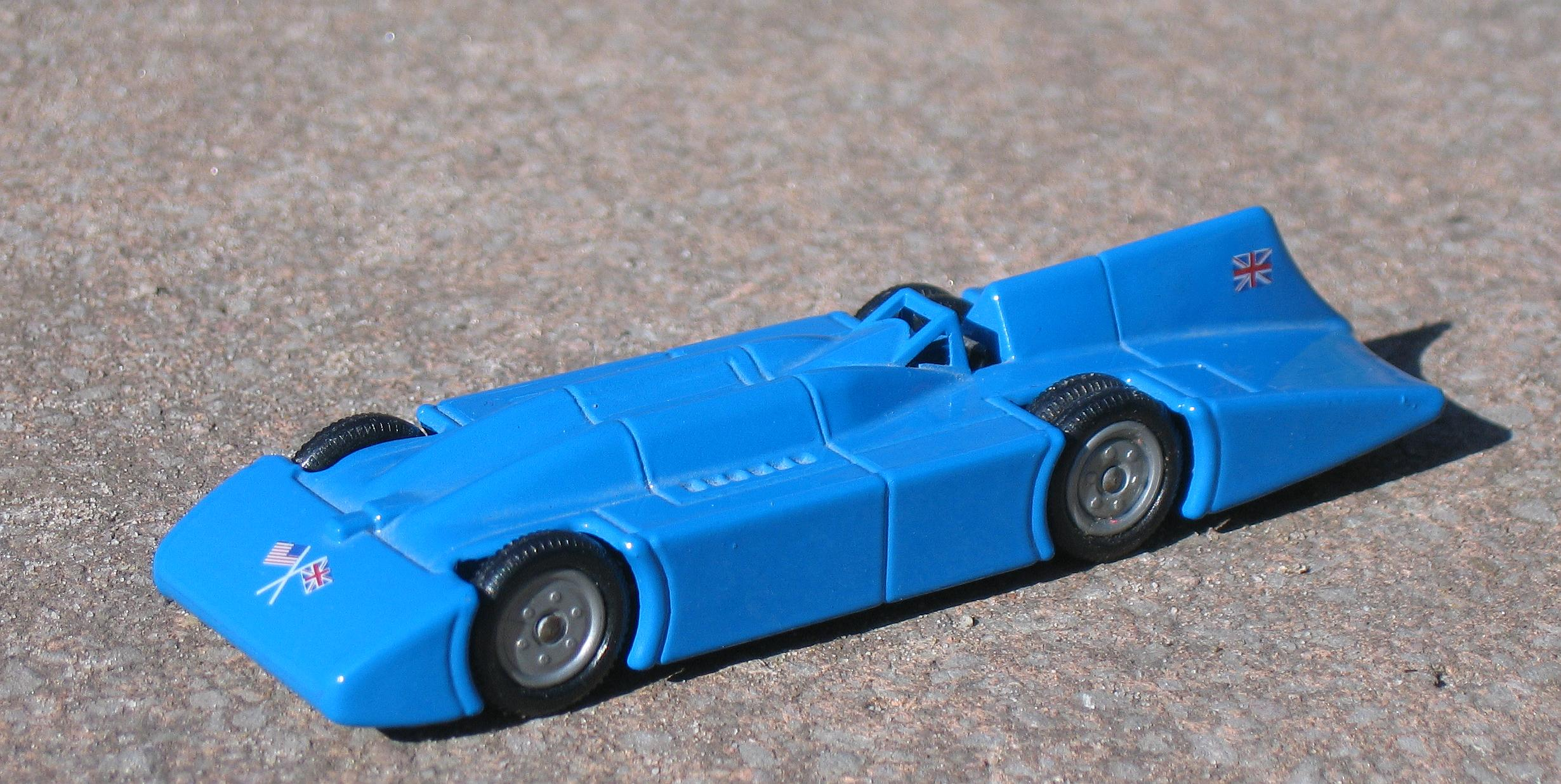
Blue Bird de 1935. Modelo moderno de la marca Lledo

Visualmente, el aspecto del coche remodelado era bastante distinto a su apariencia anterior. La carrocería era ahora rectangular, con una sección en forma de cruz que abarcaba todo el ancho del vehículo, incluyendo las ruedas. A pesar de que de hecho era más alto, el ancho aumentado daba la impresión de un perfil mucho más bajo y afilado del coche, acentuado por su gran aleta de cola estabilizadora  y los resaltos longitudinales en la carrocería para alojar los árboles de levas del motor. Este Blue Bird era claramente un diseño de los Modernos años 1930, muy alejado de la heroicidad en bruto de los años 1920.
Mecánicamente, los cambios en el coche se centraron en mejorar la tracción, más que en acrecentar la potencia, ya suficientemente generosa. Se añadieron  ruedas con neumáticos dobles al eje trasero, para mejorar el agarre. La transmisión final también estaba dividida en ejes separados a cada costado. Esto redujo la carga en cada rueda y permitió bajar la posición del conductor, pero exigió reducir la distancia entre ejes, que tuvo que ser acortada asimétricamente con una diferencia de 1 1⁄2 pulgadas (38 mm) entre los dos lados. Se añadieron frenos aerodinámicos, activados con aire comprimido por una serie de grandes cilindros. Para  mejorar la aerodinámica, el coche disponía de un carenado adicional, que permitía tapar temporalmente la entrada de aire al radiador durante los breves periodos en los que el coche corría para batir un récord.
El Blue Bird realizó sus primeras carreras de récord en Daytona Beach a comienzos de 1935. El 7 de marzo de 1935, Campbell mejoró su récord elevándolo a 276.82 millas por hora (445.50 km/h), pero la irregularidad de la arena causó pérdidas de agarre, y Campbell sabía que el coche era capaz de más.
El coche, para ser más rápido, necesitaba una arena más gruesa y más lisa, y esto le llevó al salar de Bonneville, en Utah. En esta ocasión, el joven Donald Campbell acompañó a su padre. El 3 de septiembre de 1935, alcanzó las 301.337 millas por hora (484.955 km/h), rompiendo la barrera de las 300 mph por primera vez por una sola milla por hora de diferencia, coronando la carrera de Sir Malcolm Campbell como piloto cazador de récords.

## Preservación
- Alabama Motor Speedway Hall of Fame, Talladega, Alabama, USA

- Existe una réplica en la galería Campbell del Museo del Motor de Lakeland, en Inglaterra.

- El original se halla en el Motorsports Hall of Fame of America, localizado en el Daytona International Speedway Tour Center.